# الشيري (ردفان)

تعديل مصدري - تعديل

الشيري هي إحدى قرى عزلة الحبيلين بمديرية ردفان التابعة لمحافظة لحج، بلغ تعداد سكانها 146 نسمة حسب تعداد اليمن لعام 2004.